# シンクロニシティー (アルバム)
『シンクロニシティー』（Synchronicity）は、ポリスの5作目となるスタジオ・アルバム。1983年6月1日にA＆Mからリリースされた。
このアルバムを最後に、ポリスはメンバーの不仲により、活動を停止した。
本作のジャケットは、イギリス盤と日本盤は1種類であるが、オリジナルのアメリカ盤ではメンバーのモノクロ写真の配列パターンと、青、赤、黄の順番が異なったもの、青、赤、黄の代わりに金、銀、銅が印刷されているもの、色が印刷されていないものなど多岐にわたり、ゴールドマイン誌によると93種類が確認されたという。

## 収録曲
表記の無い物はスティングの作曲
A面
1. シンクロニシティーI - Synchronicity I – 3:23
2. ウォーキング・イン・ユア・フットステップ - Walking in Your Footsteps – 3:36
3. オー・マイ・ゴッド - O My God – 4:02
4. マザー - Mother (Summers) – 3:05
5. ミス・グラデンコ - Miss Gradenko (Copeland) – 1:59
6. シンクロニシティーII - Synchronicity II – 5:02

B面
1. 見つめていたい - Every Breath You Take – 4:13
2. キング・オブ・ペイン - King of Pain – 4:59
3. アラウンド・ユア・フィンガー - Wrapped Around Your Finger – 5:13
4. サハラ砂漠でお茶を - Tea in the Sahara – 4:19

ボーナストラック
1. マーダー・バイ・ナンバーズ - Murder by Numbers (Sting, Summers) – 4:36

## 日本国内版
2006年に日本で発売されたリマスター版と紙ジャケット版はエンハンスドCDとしてリリースされ、エンハンスド領域には「見つめていたい」のビデオが収録されている。

## 受賞
- 『ローリング・ストーン誌が選ぶオールタイム・グレイテスト・アルバム500』において、159位にランクイン[11]。
- グラミー賞最優秀ロック・グループ・パフォーマンス賞を受賞[1]。

## 特記すべき曲
見つめていたい (Every Breath You Take)
シングル・カットされたポリスの楽曲で最もヒットした。
ちなみに、フィル・コリンズがリリースした「見つめて欲しい」(Against all Odds)とはリリース時期も近いが、全く関係ない。ただし、1985年のライブエイドでスティングとフィル・コリンズによる共演実績がある。
マーダー・バイ・ナンバーズ (Murder by Numbers)
オリジナルのLP盤にはこの曲は、収録されていない。この曲が収録されているのは、カセット盤とCD盤のみである。
スティングは1988年、フランク・ザッパのシカゴ公演にゲスト参加してこの曲を歌い、その模様はザッパのライヴ・アルバム『ブロードウェイ・ザ・ハード・ウェイ』に収録されている。